# Orde van Verdienste (Luxemburg)
De Orde van Verdienste van het Groothertogdom Luxemburg (Frans: Ordre de Mérite du Grand-Duché de Luxembourg") is een Luxemburgse orde van verdienste die op 23 januari 1961 door de regerende groothertogin Charlotte ingesteld werd als een decoratie voor verdiensten "in het uitoefenen van een vak" of andere bijzondere verdiensten.
De orde heeft vijf graden en de groothertog is de grootmeester van de orde. Het lint is rood met een smalle witte en lichtblauwe bies.
Aan de orde is een Medaille van Verdienste in Zilver verbonden die aan het lint van de orde gedragen wordt.

## Leden
- Wesley Clark,  Opperbevelhebber de NAVO
- Alexander De Croo, grootkruis (2023): Premier van België.
- Jean-Pierre Adam, Ridder: beeldend kunstenaar.
- Dick Timmers Verhoeven, officier.
- Florence Hoffmann, ridder.